# Comté de Mansfield
Le comté de Mansfield est une zone d'administration locale dans l'est du Victoria en Australie au nord-est de Melbourne. Le mont Buller pourtant situé à l'intérieur du comté n'y est pas incorporé.
Il résulte de l'éclatement en 2002 de l'ancien comté de Delatite.
Le comté comprend les villes de Mansfield, Mount Buller, Bonnie Doon, Jamieson, Kevington, Merrijig et Woods Point.